# Эврё-1 (кантон)
Эврё-1 (фр. Évreux-1) — кантон во Франции, находится в регионе Нормандия, департамент Эр. Входит в состав округа Эврё.

## История
Кантон образован в результате реформы 2015 года .

## Состав кантона с 22 марта 2015 года
В состав кантона входят коммуны (население по данным Национального института статистики за 2018 г.):
- Арньер-сюр-Итон (1 677 чел.)
- Сен-Себастьен-де-Морсан (5 646 чел.)
- Эврё (16 936 чел.) (западные и центральные кварталы)

## Политика
На президентских выборах 2022 г. жители кантона отдали в 1-м туре Эмманюэлю Макрону 28,8 % голосов против 25,4 % у Жана-Люка Меланшона и 21,6 % у Марин Ле Пен; во 2-м туре в кантоне победил Макрон, получивший 62,3 % голосов. (2017 год. 1 тур: Эмманюэль Макрон – 25,1 %, Жан-Люк Меланшон – 22,0 %, Марин Ле Пен – 20,2 %, Франсуа Фийон – 18,0 %; 2 тур: Макрон – 68,9 %. 2012 год. 1 тур: Франсуа Олланд — 29,4 %, Николя Саркози — 25,9 %, Марин Ле Пен — 16,7 %; 2 тур: Олланд — 53,9 %. 2007 год. 1 тур: Саркози — 31,4 %, Сеголен Руаяль — 26,1 %; 2 тур: Саркози — 51,7 %).
С 2021 года кантон в Совете департамента Эр представляют вице-мэр города Эврё Стефани Оже (Stéphanie Auger) (Республиканцы) и вице-мэр коммуны Сен-Себастьен-де-Морсан Мануэль Ордонес (Manuel Ordonez) (Разные правые).
|                | Кандидаты                    | Партия                   | Первый тур | Первый тур     | Второй тур | Второй тур |
| Кол-во голосов | Кандидаты                    | Партия                   | % голосов  | Кол-во голосов | % голосов  |            |
| -------------- | ---------------------------- | ------------------------ | ---------- | -------------- | ---------- | ---------- |
|                | Стефани Оже Мануэль Ордонес  | Правый блок              | 2 068      | 43,53          | 3 047      | 100,00     |
|                | Оливье Вермёлен Лейла Каммун | Левый блок               | 1 710      | 35,99          | —          | —          |
|                | Брюно Омме Сандрин Токю      | Национальное объединение | 973        | 20,48          |            |            |

|                | Кандидаты                    | Партия                  | Первый тур | Первый тур     | Второй тур | Второй тур |
| Кол-во голосов | Кандидаты                    | Партия                  | % голосов  | Кол-во голосов | % голосов  |            |
| -------------- | ---------------------------- | ----------------------- | ---------- | -------------- | ---------- | ---------- |
|                | Людовик Бурелье Стефани Оже  | Правый блок             | 2 592      | 33,97          | 4 058      | 56,99      |
|                | Урдия Арун Жерар Силигини    | Левый блок              | 2 087      | 27,35          | 3 062      | 43,01      |
|                | Сандрин Ле Бер Амори Юэ      | Национальный фронт      | 1 824      | 23,91          |            |            |
|                | Шанталь Ометр Тьерри Кеннеан | Европа Экология Зелёные | 484        | 6,34           |            |            |
|                | Жозе Лаэ Франс Мес           | Левый фронт             | 459        | 6,02           |            |            |
|                | Дидье Анри Кароль Дебо       | Вставай, Франция        | 184        | 2,41           |            |            |